# Filostrato (poemat)

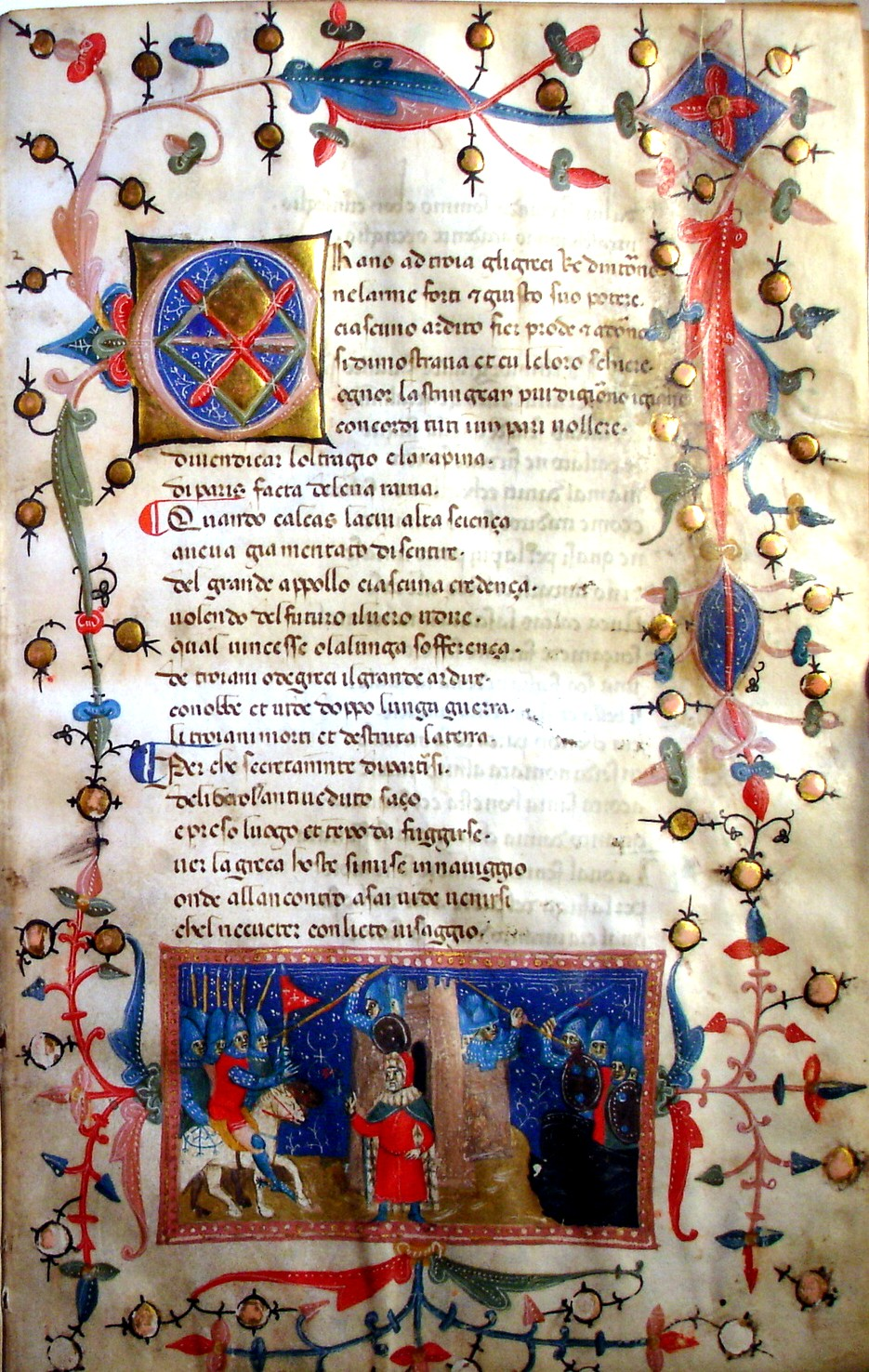
Manuskrypt poematu Filostrato Giovanniego Boccaccia

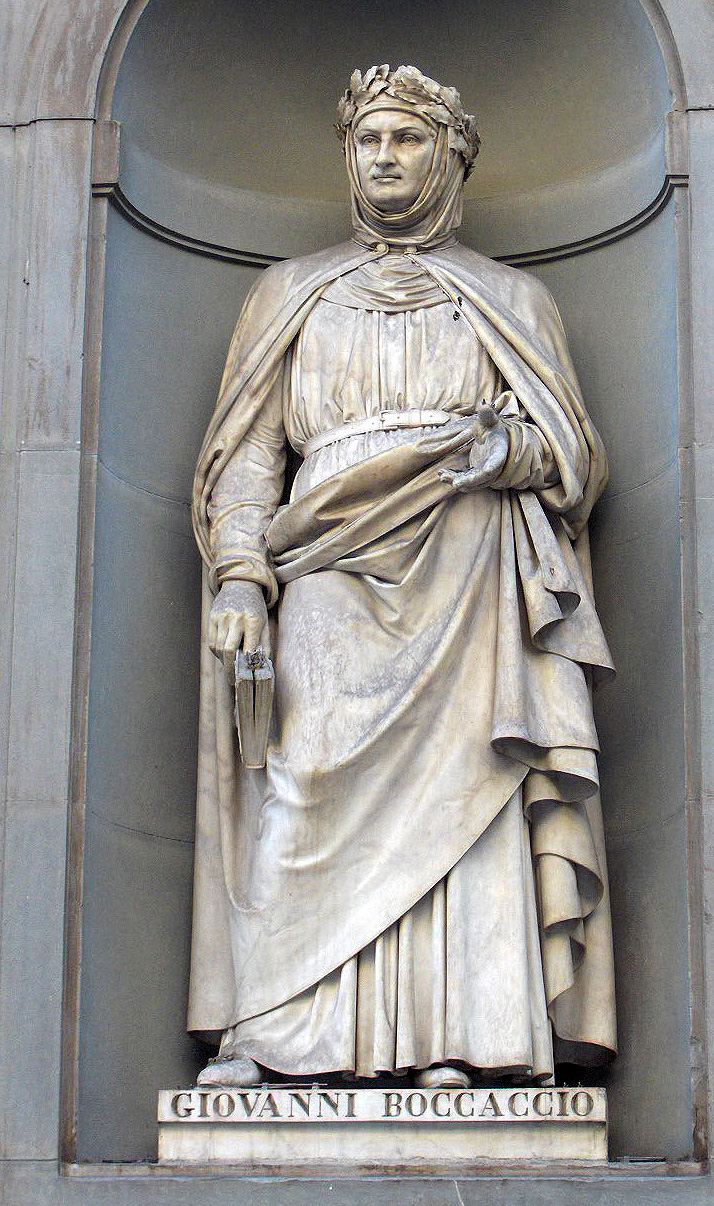
Posąg Giovanniego Boccaccia we Florencji

Filostrato – poemat Giovanniego Boccaccia. Poemat opowiada o miłości Troilusa, młodszego syna króla Priama, do Criseidy, córki kapłana Kalchasa. Został napisany, jako jeden z pierwszych poematów epickich w literaturze włoskiej, oktawą (wł. ottava rima), czyli strofą ośmiowersową układaną jedenastozgłoskowcem (wł. endecasillabo), rymowaną abababcc, która czasy największej świetności przeżywała w XVI wieku pod piórami Ludovica Ariosta i Torquata Tassa.

Alcun di Giove sogliono il favore
ne’ lor principii pietosi invocare,
altri d’Apollo chiamano il valore;
io di Parnaso le Muse pregare
solea ne’ miei bisogni, ma Amore
novellamente m’ha fatto mutare
il mio costume antico e usitato,
po’ fui di te, madonna, innamorato.

Filostrato stał się podstawą poematu Geoffreya Chaucera Troilus i Criseyda, znanego w Polsce z przekładu Macieja Słomczyńskiego.